# Botia dayi
Botia dayi és una espècie de peix de la família dels cobítids i de l'ordre dels cipriniformes.

## Morfologia
Fa 12 cm de llargària màxima.

## Hàbitat i distribució geogràfica
És un peix d'aigua dolça, demersal i de clima tropical, el qual viu a Àsia: el Pakistan, l'Índia i Bangladesh.

## Observacions
És inofensiu per als humans.